# Ivan Markulj

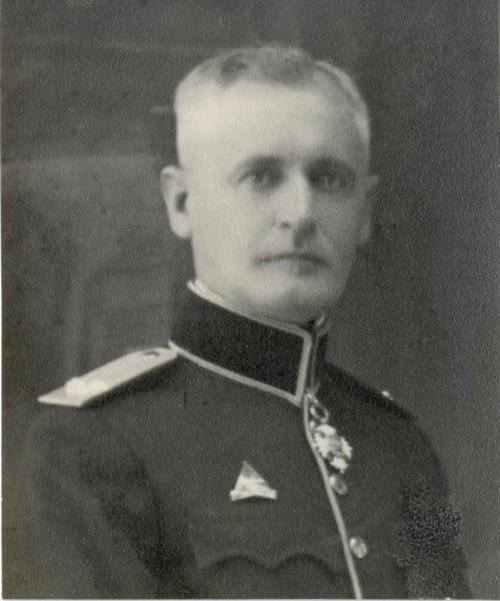
Ivan Markulj

Iwan Markulj (ur. 11 lutego 1889 w Mostarze, zm. we wrześniu 1945 w Belgradzie) – oficer armii austro-węgierskiej i jugosłowiańskiej pochodzenia chorwackiego, generał Sił Zbrojnych Niepodległego Państwa Chorwackiego, dowódca 369 (Chorwackiego) Pułku Piechoty, komendant garnizonu Zagrzebia i dowódca III Korpusu NDH.

## Życiorys
Służył w armii austro-węgierskiej, w szeregach której walczył w I wojnie światowej jako oficer. Po jej zakończeniu przeszedł do nowo formowanej Królewskiej Armii Jugosłowiańskiej, dochodząc do stopnia pułkownika. Po najeździe wojsk niemieckich i kapitulacji Jugosławii w kwietniu 1941, podjął służbę w Siłach Zbrojnych NDH. Został dowódcą pułku piechoty w miejscowości Varaždin.
W lipcu objął dowodzenie 369 (Chorwackiego) Pułku Piechoty, zwanego też Legionem Chorwackim, który był formowany na potrzeby Wehrmachtu. Po przeszkoleniu na terytorium Niemiec na początku października przybył na jego czele na front wschodni z przydziałem do niemieckiej 100 Dywizji Strzeleckiej. Szlak bojowy Pułku wiódł przez miejscowości Petrusani, Kremenczuga, Połtawa, Saroki, Balti, Pierwomajsk, Kirowohrad, Pietropawłowsk, Taranowka, Grisin, Stalino, Wasiliewka, Aleksandrowka, Iwanowka, Garbatowo. W lipcu 1942 369 pp dotarł do linii rzeki Don.
W międzyczasie płk I. Markulj został awansowany do stopnia generała majora. 22 września przekazał dowództwo 369 pp płk Viktor Pavičiciowi. Następnie objął dowodzenie garnizonem Zagrzebia. Późnym latem 1943 został głównodowodzącym III Korpusu z siedzibą w Sarajewie. W kwietniu 1945 kierował odwrotem wojsk NDH na północ. W pierwszych dniach maja skapitulował przed wojskami brytyjskimi i został wkrótce wydany komunistycznym władzom jugosłowiańskim. Skazany na karę śmierci przez Najwyższy Sąd Wojskowy Jugosławii, którą wykonano we wrześniu.